# Małgorzata Gietka-Czernel
Małgorzata Maria Gietka-Czernel (ur. 1957 w Warszawie) – polski lekarz internista i endokrynolog, nauczyciel akademicki, doktor habilitowany nauk medycznych, profesor Centrum Medycznego Kształcenia Podyplomowego.

## Życiorys
W 1976 roku ukończyła III Liceum Ogólnokształcące im. gen. Józefa Sowińskiego w Warszawie. W 1982 ukończyła studia w Wydziale Lekarskim Akademii Medycznej w Warszawie. Specjalista w zakresie chorób wewnętrznych (I stopień w 1986 i II stopień w 1992), endokrynologii (II stopień w 1994) i medycyny nuklearnej (2005).
Stopień doktora nauk medycznych uzyskała w 1989 w Centrum Medycznym Kształcenia Podyplomowego w Warszawie na podstawie rozprawy pt. Optymalizacja leczenia nadczynności tarczycy 131-I. W tej samej uczelni w 2015 na podstawie cyklu prac dotyczących postępowania w chorobach tarczycy u ciężarnych uzyskała stopień doktora habilitowanego.
Od 1985 związana z Kliniką Endokrynologii Centrum Medycznego Kształcenia Podyplomowego i Szpitalem Bielańskim.
Członkini Polskiego Towarzystwa Endokrynologicznego, Europejskiego Towarzystwa Endokrynologicznego oraz Polskiego Towarzystwa Tyreologicznego, w którym od 2010 jest członkiem zarządu oddziału warszawskiego.
Autorka lub współautorka ponad 200 publikacji z zakresu medycyny, w tym prac poglądowych i rozdziałów w podręcznikach. Głównym przedmiotem jej zainteresowań naukowych, dydaktycznych i klinicznych są choroby tarczycy.